# Mauco (Quillota)

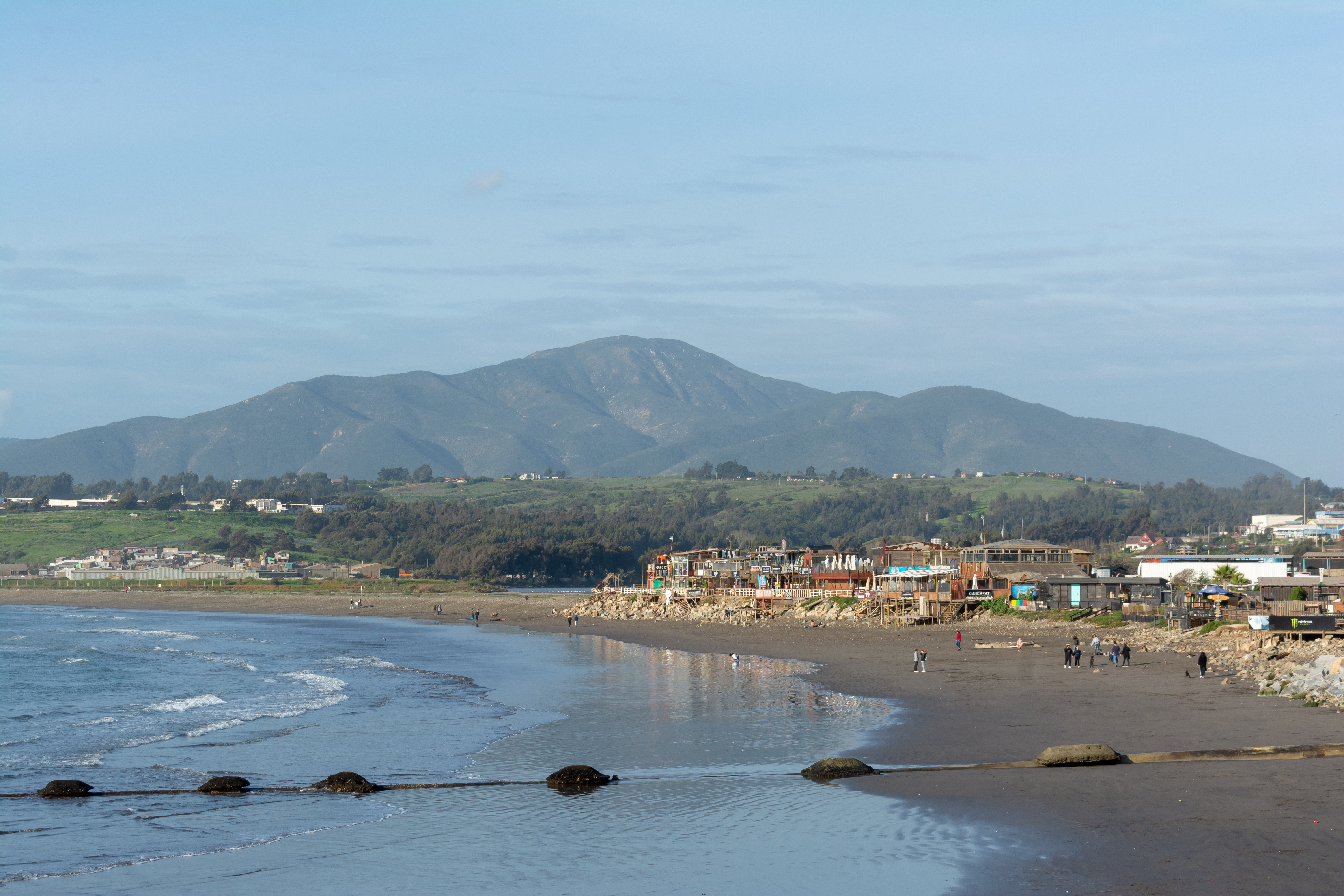
Vista del Cerro Mauco

Mauco es una entidad rural de la Comuna y Provincia de Quillota, dentro de la Región de Valparaíso. Pertenece al Sector de "Manzanar" y está ubicada a 11 km de Quillota, (Ciudad más cercana) y a 1,9 km de El Manzanar, esta en la ribera del Río Aconcagua y es conectada por la Ruta F-360. Su población según el Instituto Nacional de Estadísticas es de 161 habitantes, siendo categorizada como un caserío.

## Historia
Mauco en un principio fue fundado como una Fortaleza Inca, dentro de la región de la Quillota Inca, siendo nombrado primeramente como Pucará el Mauco, cual fue protagonista de una serie alargada de batallas sobre el control del Cerro Mauco.

## Turismo y Actividades
Mauco contiene como principal actividad el senderismo sobre el Cerro Mauco, ubicado a poco más de 5,8 km de la localidad en tal.